# Arrosage du bonsaï

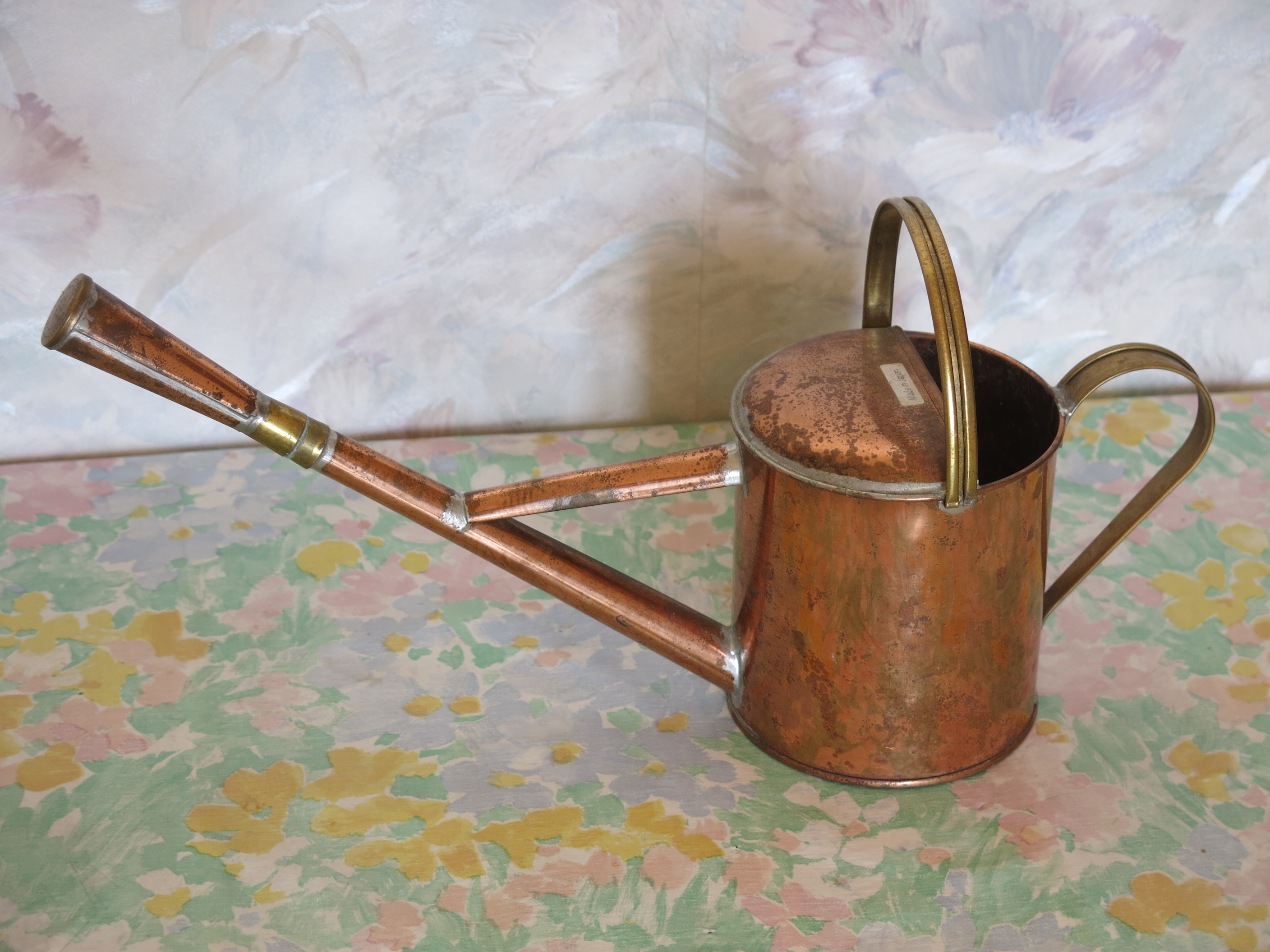
Arrosoir pour bonsai avec un long bec pour diffuser l'eau en fines gouttes.

L’arrosage est une phase importante pour la survie et le développement du bonsaï qu'il soit d'extérieur, d'orangerie ou d'intérieur. L'excès ou le défaut d'eau est fatal.
Aucune fréquence n'est établie mais une observation du substrat et de l'arbre permet de déceler le bon moment.

## Méthode générique
Pour l'arrosage des bonsaï, on parle souvent de « bassinage ». Aucun rapport avec une bassine ou le fait de mettre le pot dedans. Il s'agit d'arroser en pluie fine (avec un arrosoir à pomme) par le dessus de l'arbre pour que l'eau ruisselle sur les feuilles avant d'arriver sur le pot, puis coule par les trous de drainages.
Cette méthode permet le nettoyage des feuilles et évite divers infestations (acariens en intérieurs) nuisible pour l'arbre.
Arroser seulement le substrat si l'arbre est en fleur. Éviter d'arroser en plein soleil et trop abondamment.

## L'arrosage de substrat type « terreau» et équivalent peu drainant
Ce type de substrat devient hydrophobe dès qu'il manque un peu d'humidité. Si on le maintient constamment humide, les racines pourrissent et l'arbre meurt.
Pour les mi-saisons (printemps/automne) l'arrosage générique suffit généralement.
Pour l'été, le terreau sèche vite.
Il faut le réhydrater en mettant le pot dans une bassine puis la remplir, sans verser d'eau sur le terreau, mais autour du pot. L'eau doit affleurer le rebord extérieur. La réhydratation est finie quand l'eau remonte naturellement dans le pot.
Le sortir et l'égoutter. Reprendre un arrosage normal jusqu'à la prochaine réhydratation nécessaire.
Une telle méthode demande du temps. Pour un arbre, cela convient, mais dès que le nombre augmente, le temps d'arrosage explose.
Choisir un substrat drainant est important, pour la qualité de l'arrosage et la croissance de l'arbre.
À titre d'exemple, 20 bonsaï de taille moyenne (20-30cm de haut) dans 100 % de terreau nécessite deux heures d'arrosage. 40 bonsaï de même taille dans un substrat drainant (pouzzolane 90 % + 10 % terreau) ne nécessite qu'une heure.